# Марьино-Знаменское
Марьино-Знаменское (также Марьина Гора) ― утраченная усадьба в селе Марьино, Московская область. От усадьбы сохранилась деревянная Знаменская церковь 1759 года постройки и парк с прудами. С начала XVII века усадьба принадлежала боярам Милославским, затем князьям Мышецким, графам Головкиным, полковнику П. А. Толстому, майору А. А. Казакову, адмиралу Джулио Литта, генералу Александру Ермолову,  титулярному советнику И. А. Решетникову, статскому советнику А. К. Галлеру, купцу Н. И. Хлебникову. Последним владельцем усадьбы было Московское уездное земство. В советские времена постройки усадьбы были утрачены, за исключением Знаменской церкви.

## Описание
Усадьба расположена в селе Марьино, Московская область. Сохранились деревянная Знаменская церковь и пейзажный парк из смешанных пород деревьев с прудами на реке Синичке. Второе название усадьбы ― Марьина Гора.

## История
В начале XVII века территория на месте усадьбы стала вотчиной боярина М. И. Милославского и его потомков. В середине XVII века усадьба перешла во владение князя Ефима Мышецкого и до 1717 года принадлежала его роду. В 1717 году владельцем имения стал дипломат граф Иван Головкин и до 1756 года оно принадлежало сыну Ивана Гавриилу, после чего перешла в собственность полковника П. А. Толстого. В 1759 году на территории усадьбы была построена деревянная Знаменская церковь. В 1790―1799 годах Марьиным-Знаменским владел секунд-майор А. А. Казаков. В 1800 году владельцем усадьбы стал адмирал граф Джулио Литта, после него имение принадлежало генералу Александру Ермолову. С середины XIX века усадьба была в собственности титулярного советника И. А. Решетникова и статского советника А. К. Галлера. В 1890 году Марьино-Знаменское перешло во владение купца Н. И. Хлебникова. С 1902 года усадьбой владело Московское уездное земство. В советские времена усадьба была утрачена, за исключением Знаменской церкви, которая до 1994 года использовалась как клуб. С 2002 года церковь охраняется государством как объект культурного наследия регионального значения.